# Ормонд (святой)
Ормонд (умер после 587 года) — раннесредневековый церковный деятель, проповедник. Игумен бенедиктинского монастыря в Аванше, Франция. День памяти — 23 января.

## Биография
Святой Ормонд (Ormond) был монахом, затем настоятелем бенедиктинского монастыря святого Мэра (Аванш, Франция), начиная, приблизительно, с 587 года. Известен как проповедник монашеской жизни во Франции и Европе в раннем Средневековье.
Память об Ормонде отмечается 23 января.